# По секрету всьому світу (фільм, 1976)
«По секрету всьому світу» (рос. «По секрету всему свету») — білоруський радянський художній фільм 1976 року режисерів Ігоря Добролюбова, Юрія Оксанченка, Дмитра Міхлеєва. Віталія Каневського. Телефільм за мотивами книги Віктора Драгунського «Денискіни розповіді».

## Сюжет
Смішні й дивовижні історії, що відбулися з маленьким хлопчиком Денисом, його батьками та друзями.
Складається з двох серій, кожна з яких розповідає по декілька таємниць головного героя.

## У ролях
- Володимир Станкевич
- Альоша Сазонов
- Георгій Бєлов
- Регіна Корохова
- Анатолій Столбов
- Саша Шерстобаев
- Сергій Біляк

## Творча група
- Сценарій: Денис Драгунський
- Режисер-постановник: Ігор Добролюбов, Юрій Оксанченко, Дмитро Міхлеев, Віталій Каневський
- Оператори-постановники: Олександр Бетев, Станіслав Смирнов
- Композитор: Володимир Шаїнський